# Таваев, Азнаур Залимханович
Азнаур Залимханович Таваев (24 ноября 1998, Адиль-Янгиюрт, Бабаюртовский район, Дагестан, Россия) — российский борец вольного стиля.
Чемпион Европы U-20. Бронзовый призёр чемпионата России 2023 года. Победитель Гран-При «Иван Ярыгин» 2021. Победитель турнира им. Али Алиева 2024.  Мастер спорта России.

## Спортивная карьера
Уроженец села Адиль-Янгиюрт Бабаюртовского района. Воспитанник школы хасавюртовского «Спартака», где тренируется у своего отца Залимхана Таваева, также в 2021 году временно занимался в махачкалинской спортшколе «Динамо», у Сайпуллы Абсаидова. В начале августа 2018 года победил на Первенстве Европы среди юниоров в Риме в финале одолел Николая Грахмеза из Молдавии.. 28 ноября 2019 года ему было присвоено звание мастер спорта России. 30 мая 2021 года в финале турнира памяти Ивана Ярыгина 2021 победил Никиту Сучкова. 20 июня 2023 года в Каспийске на чемпионате России, в полуфинале уступил Евгению Жербаеву из Бурятии. 21 июня 2023 года, одолев в схватке за 3 место Загира Шахиева из Дагестана, стал бронзовым призёром чемпионата России.

## Спортивные результаты на крупных турнирах
- Первенство Европы по борьбе среди юниоров U20 2018 — ;
- Победитель международного турнира "Братьев Хадарцевых"  2024
- Международный турнир по вольной борьбе памяти Ивана Ярыгина 2021 — ;
- Чемпионат России по вольной борьбе 2023 — ;
- Гран-при Александр Медведя 2023 — ;